# Valle dello Stregaio

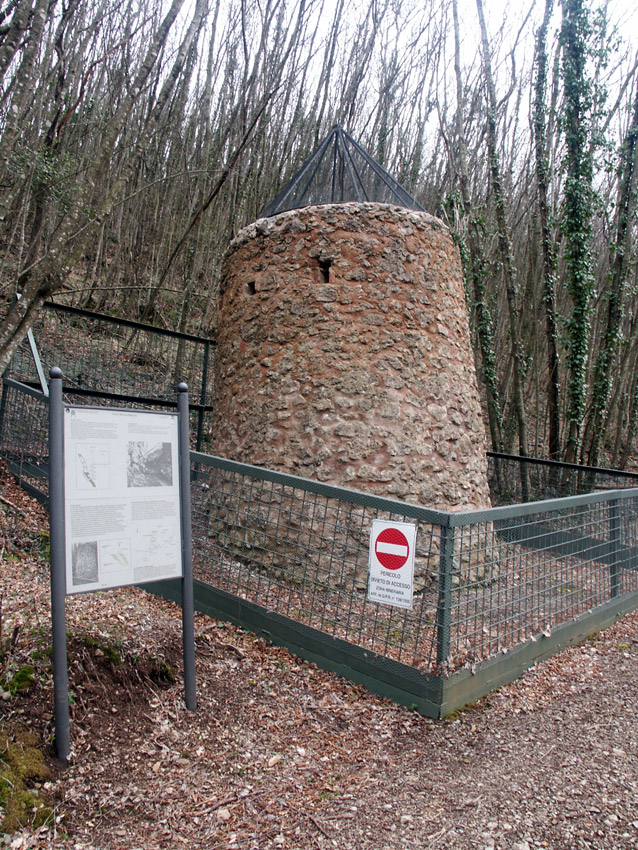
Pozzo minerario della Valle dello Stregaio

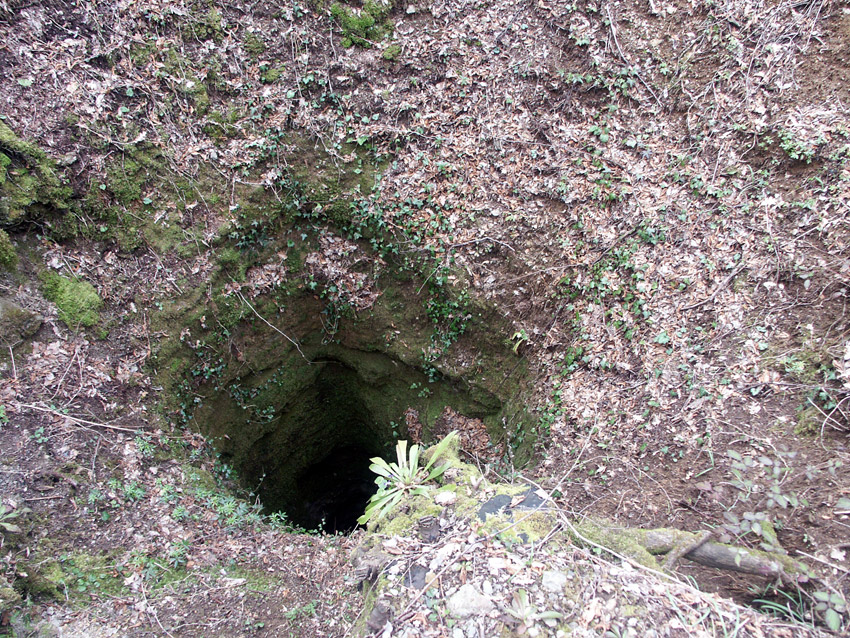
Pozzino minerario

La Valle dello Stregaio, insieme al contiguo Monte Gai, situati entrambi a nord di Massa Marittima, raccolgono numerose testimonianze di attività mineraria risalenti anche all'epoca medievale. 
All'interno del territorio sono presenti infatti numerosi pozzi minerari che, dopo un'opportuna messa in sicurezza, sono stati valorizzati all'interno del Parco dei pozzini minerari che compone il più ampio Parco tecnologico archeologico delle colline metallifere grossetane.
Gli Antichi Pozzini della Valle dello Stregaio sono una delle migliori testimonianze dell'attività estrattiva che ha segnato il territorio di Massa Marittima. Le Colline Metallifere infatti, ospitano  miniere di pirite, calcopirite, galena e tetraedrite, sfruttate sin dall'eneolitico per ricavarne rame, piombo e argento. L'attività mineraria ha la sua massima espressione nel Medioevo, tanto che negli Statuti della città di Massa Marittima fu inserito, forse già alla fine del XII secolo, il cosiddetto “Codice Minerario” ovvero gli Ordinamenta super artem fossarum rameriae et argenteriae civitatis Massae, uno degli esempi più antichi di legislazione mineraria d'Europa, oggi conservato al museo di arte e storia delle miniere di Massa Marittima.